# Knob Lake
Knob Lake är en sjö i Antarktis. Den ligger i Sydorkneyöarna. Argentina och Storbritannien gör anspråk på området. Knob Lake ligger 1 meter över havet. Den ligger på ön Signy. Knob Lake ligger vid sjön Heywood Lake.
I övrigt finns följande vid Knob Lake:
- Changing Col (ett bergspass)
- Heywood Lake (en sjö)
- Three Lakes Valley (en dal)